# Brooks Manufacturing Company
Brooks Manufacturing Company war ein US-amerikanischer Hersteller von Kraftfahrzeugen.

## Unternehmensgeschichte
Das Unternehmen hatte seinen Sitz in Saginaw in Michigan. Es stellte zwischen 1911 und 1912 Kraftfahrzeuge her. Der Markenname lautete Brooks. 1912 erfolgte die Übernahme durch die Duryea Automobile Company.

## Fahrzeuge
Überwiegend entstanden leichte Nutzfahrzeuge. Sie konnten auch als Personenkraftwagen eingesetzt werden.